# Entier postal
Pour les articles homonymes, voir Entier.
Un entier postal est un support sur lequel est habituellement imprimé un timbre-poste. Ce support est investi d'une valeur fiduciaire lui permettant d'être acheminé par le service postal. 
La définition retenue par l'Association des Collectionneurs d'Entiers Postaux (association fédérée) est la suivante : Imprimé émis par l'Administration des PTT (aujourd'hui La Poste) ayant une valeur fiduciaire et directement utilisable par l'usager.

## Origine de l'entier postal

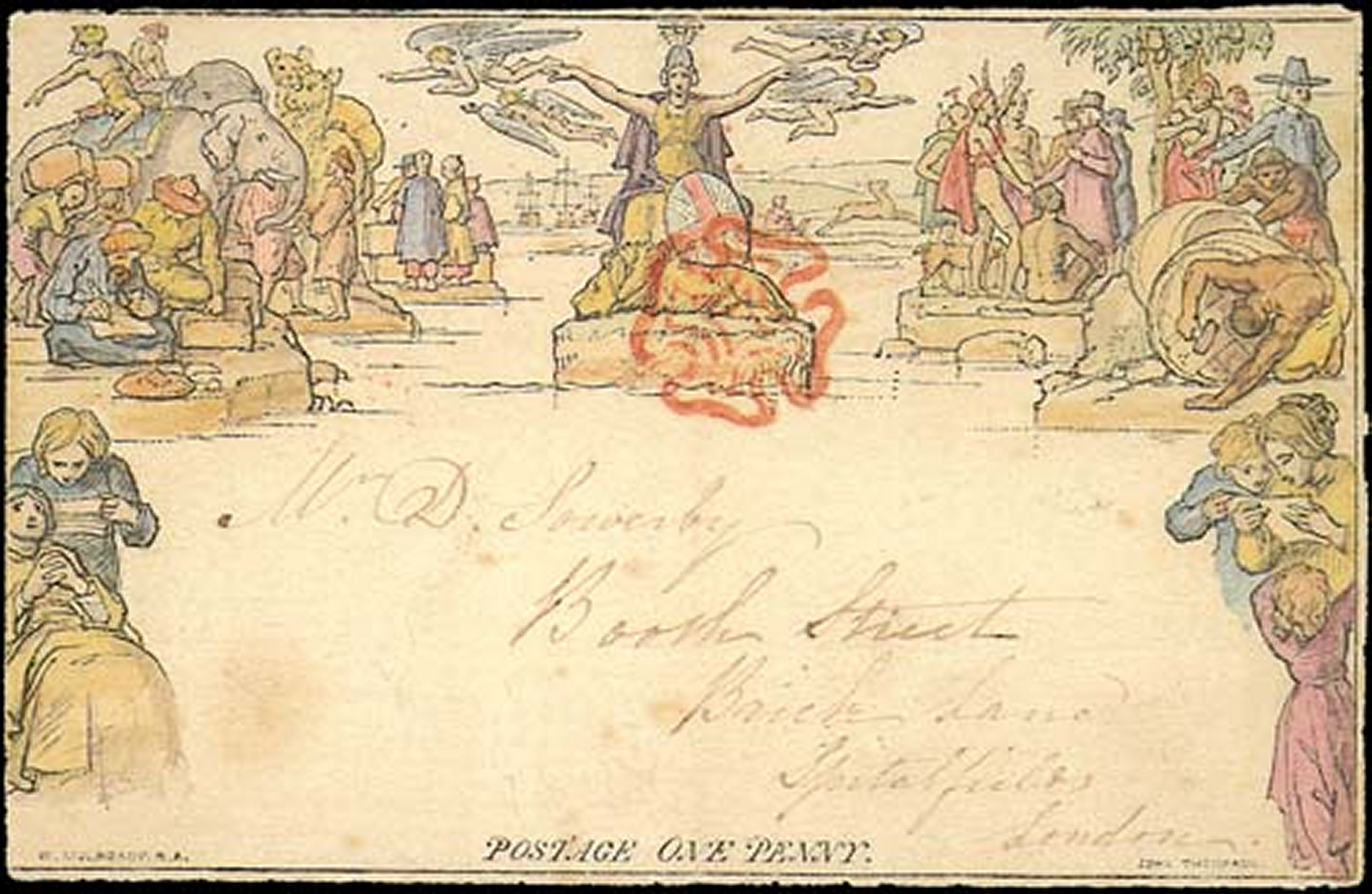
Le 1er entier postal : un papier à lettres pré-payé, pliable et illustré par William Mulready.

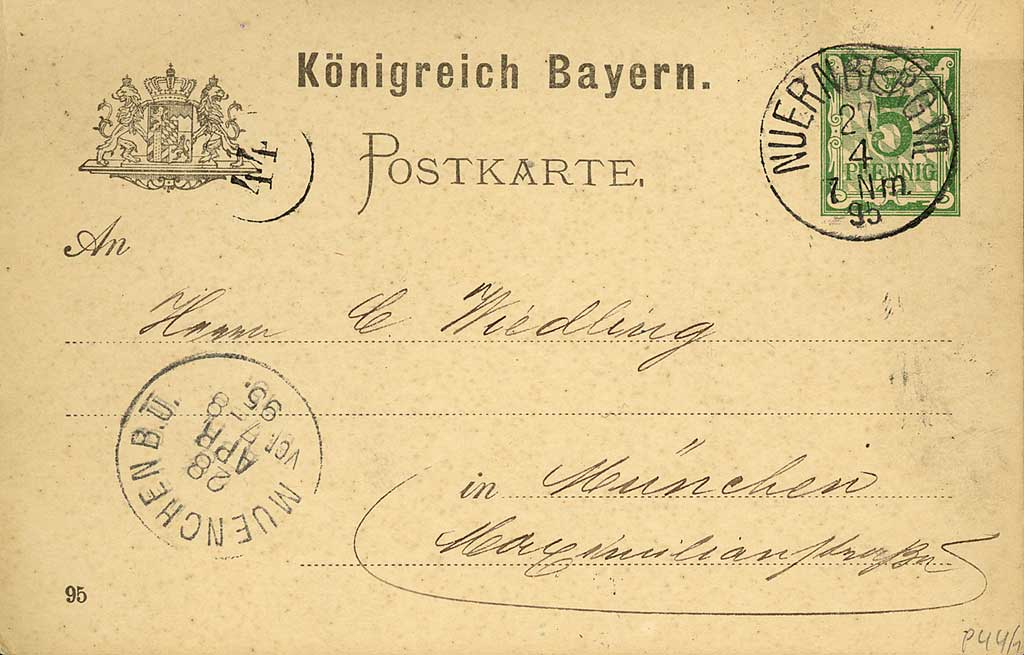
Entier postal sous forme d'une carte postale, utilisée en Bavière en 1895

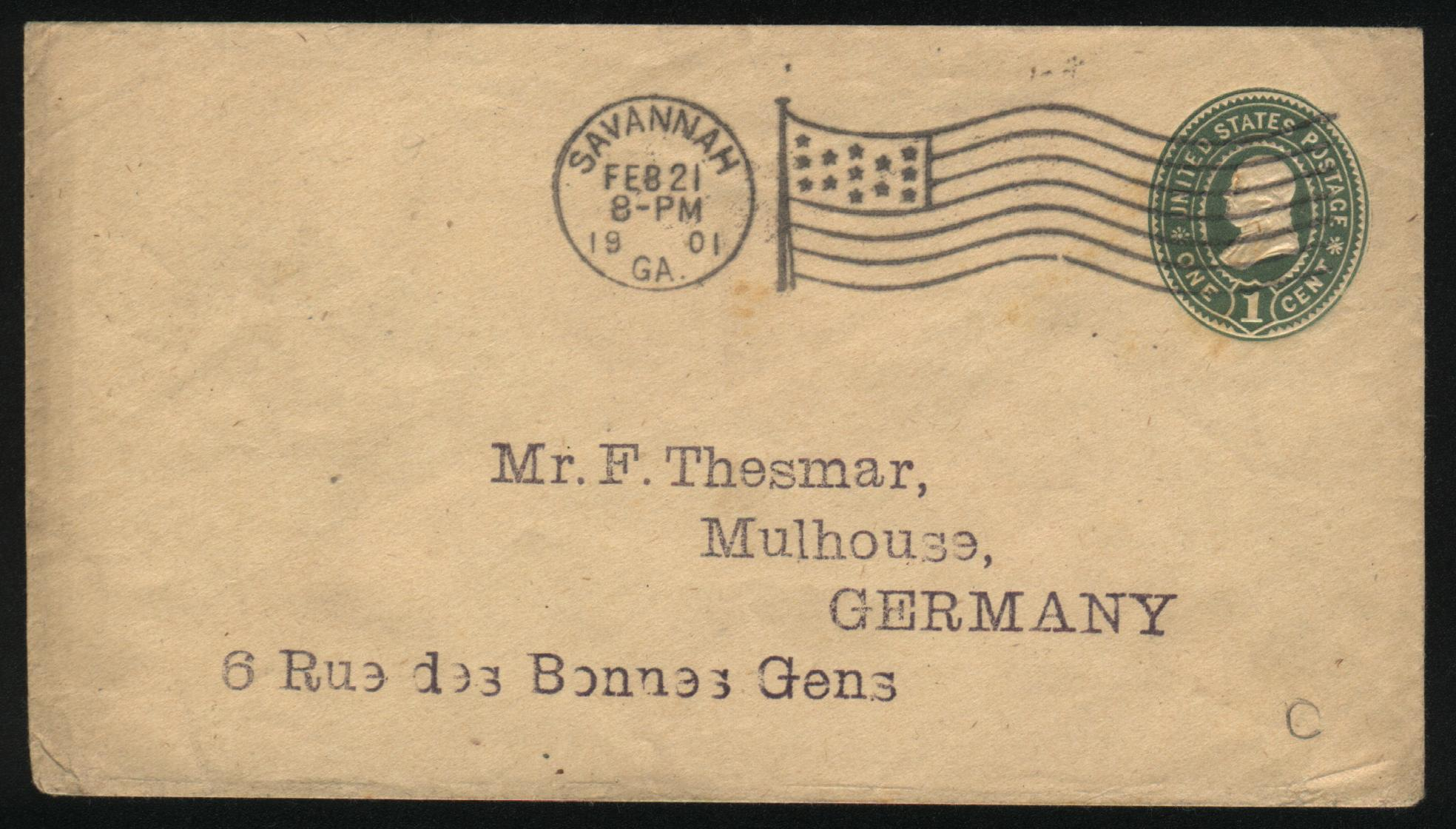
Entier postal sous forme d'une enveloppe postée aux États-Unis à destination de Mulhouse, alors en Allemagne (1901).

Dès 1818, la poste du royaume de Sardaigne émet des « cartes lettres » pré-payées ((it)carta postale bollata) comportant sous la forme d'un timbre sec un gaufrage figurant un angelot-cavalier sonnant du cor : ce document postal, qui s'apparente au papier fiscal est rarissime et porte le nom de cavallini. Il en existe de plusieurs valeurs (15, 25 ou 50 cent.).
La première enveloppe pré-payée illustrée a vu le jour le 1er mai 1840, à la suite de la Réforme postale de décembre 1839, en même temps que le « Penny Black ». Il s'agit d'un papier à lettres, dont le recto présentait autour de l'emplacement de l'adresse un ensemble de compositions allégoriques montrant la « Britannia » correspondant aux continents et aux populations les plus diverses, motifs conçus par le peintre William Mulready, d'où son nom en anglais, Mulready stationary. En bas, au-dessous de la place réservée à l'adresse, figurait l'indication de la valeur en lettres : « one penny » ou « two pence ». Le tout était pliable et devait être cacheté à la cire. Ainsi ce document, inspiré par Rowland Hill lui-même, transposait-il dans le domaine postal la technique du papier timbré. Les papiers timbrés ou entiers fiscaux, ancêtres de l'entier postal, étaient en effet déjà en usage en Europe et dans le Nouveau Monde, depuis le XVIIe siècle. Mais, à la différence du timbre-poste mobile de Victoria, qui remporta immédiatement un grand succès, ce premier entier postal, baptisé du nom de son auteur, « Mulready », fut immédiatement critiqué par les humoristes, et surabondamment caricaturé. C'est sans doute à la suite de cet insuccès publicitaire que les entiers-postaux ultérieurs ont ensuite été présentés sous la forme plus discrète d'une figurine postale apposée sur un support généralement neutre.
En Suisse, sont fabriqués à partir de 1846 des entiers-postaux composés d'un papier à lettres pliable sur lequel un timbre de couleur verte à 5 centimes est pré-imprimé, mais qui sont peu utilisés ; on en connaît 24 exemplaires.
En 1849, est imprimée à Hanovre une première enveloppe pré-pliée, finement décorée aux armes de la Reichspost, et vendue prépayée sans vignette postale (Bestellgeldfreie Couverts). En 1851, la Prusse adopte ce principe pour son territoire. En 1861, l'Autriche lance ses premiers entiers pré-affranchis avec vignette postale. Dans les années 1860, un timbre de 3 pfennig violet est pré-imprimé en Prusse.
En France, en 1870, sont lancées les premières cartes postes : cette formule postale préaffranchie à 20 centimes et non illustrée, inventée au moment du conflit avec l'Allemagne, permet une communication rapide.

## Formes et fonctions de l'entier postal

### Supports
Depuis l'invention du port payé sous forme d'un timbre postal en 1840, plusieurs supports ont été concernés : 
- les enveloppes ;
- les cartes postales ;
  - les cartes postales simples ;
  - les cartes postales-réponse (cf. Cartes réponses internationales),
- les cartes-lettres ;
- les bandes de journaux ;
- les mandats, bons de poste ;
- les aérogrammes ;
- les pochettes cartonnées ;
- les bulletins téléphoniques ;
- les coupons réponses.

### Fonctions
Ces supports préaffranchis ont été utilisés pour les :
- envois normaux ;
- journaux ;
- aérogrammes ;
- mandats ;
- télégrammes ;
- pneumatiques…

Les collectionneurs les « prêts à poster réponse » (PAPR, voir plus loin), bien que ceux-ci ne soient pas réellement des entiers mais correspondent à des enveloppes T revêtus d'une figurine pour favoriser le retour de l'enveloppe. 

### Coupures d'entiers postaux
Il est arrivé que les empreintes postales des entiers aient été séparées de leurs supports par découpage, pour être utilisées comme timbres mobiles. Cette pratique a parfois officiellement été autorisée, comme, en 1849, pour l'entier de 5 centimes du Canton de Genève, ou dans le royaume de Prusse, depuis 1851. Mais en d'autres cas elle a simplement été tolérée, comme, à certaines époques, en Angleterre, en France ou en URSS.
Les premiers albums de timbre-poste prévoyaient de petites cases pour les entiers postaux ce qui incitait les collectionneurs à découper les entiers postaux autour de la figurine. Ces entiers découpés n'ont aujourd'hui plus de valeur et sont délaissés par les collectionneurs qui recherchent des entiers complets.

## Les différentes catégories d'entiers postaux

### Entiers-postaux vendus au public
Depuis 1878, les postes françaises ont utilisé pour les entiers postaux presque tous les timbres d'usage courant émis. En outre et, ponctuellement avant la seconde moitié du XXe siècle, puis plus fréquemment par la suite, des timbres commémoratifs ont pu être utilisés.

### Précurseurs des entiers postaux
Ces entiers postaux avaient été précédés depuis 1873 par des formulaires avec timbres mobiles, vendus pré-affranchis (cartes) aux usagers.
De tels précurseurs ont aussi été émis dans certaines colonies françaises, comme l'île de La Réunion, la Martinique, la Guadeloupe

### Entiers-postaux timbrés sur commande
Outre les entiers-postaux, vendus au public dans les bureaux de poste, ont existé à diverses époques les « timbrés sur commande », réalisés par l'impression d'une figurine postale sur des supports fournis en nombre par des entreprises, des associations, des Administrations, et des particuliers, à des fins d'usage courant, commémoratif ou publicitaire. 
Actuellement[Quand ?], la Poste française a remis cette possibilité en vigueur dans une offre dénommée « sur mesure ».

### Entiers postaux publicitaires
Certains entiers-postaux ont reçu l'impression de publicités privées multiples (comportant plusieurs annonces) et ont ainsi été vendus au public, le plus souvent au-dessous de leur valeur faciale. Ces entiers-annonces ont été obtenus soit par repiquage d'entiers officiels, soit par timbrage sur commande de plis publicitaires privés.

### Prêts à poster
Les « prêts à poster » mis à la mode par l'administration postale sont, par delà leur désignation publicitaire officielle, des entiers-postaux normaux.
Officiellement depuis 1995 (après des essais locaux en 1994), La Poste a multiplié ces produits sous le nom commercial de prêts-à-poster. Le timbre employé est souvent la Marianne en usage, mais les timbres commémoratifs ont également été utilisés. 
Début 2006, une publicité de La Poste tire un bilan de 297 entiers postaux sous forme d'enveloppes émis par elle en 2005, nationalement ou localement, pour une valeur de vente de 255 €.

Ils peuvent être vierges d'illustration vendus aux particuliers. Les entreprises, les associations et les collectivités locales peuvent commander des enveloppes pré-affranchies de différents formats illustrées de leur logotype ou d'une illustration.

### Essais d'entiers postaux et entiers postaux non émis
Comme les timbres-poste mobile, les entiers postaux ont fait l'objet préalablement à leur émission de maquettes, d'épreuves, ou d'essais qui ont été adoptés ou refusés. De même, il existe des essais privés d'entiers proposés par des particuliers à l'administration.
D'autre part, certains entiers sont restés non émis.

### Entiers postaux d'Occupation

#### Différentes catégories d'entiers d'occupation
En cas d'occupation d'un État ou de l'une de ses provinces, il n'est pas rare que la puissance occupante dote le territoire occupé de timbres d'occupation particuliers. Il en va de même en ce qui concerne les entiers-postaux qui suivent alors le sort des timbres mobiles.
En de tels cas, les entiers-postaux d'occupation peuvent être obtenus :
- par surcharge de ceux du territoire occupé, comme ce fut le cas en 1941, sous l'occupation italienne de l'île grecque de Corfou ou de la ville yougoslave de Ljubljana.
- par l'introduction des entiers de l'État occupant surchargés, comme en 1915, lors de l'occupation allemande de la Pologne russe, ou en 1940, au commencement de l'occupation allemande du Luxembourg.
- par l'émission d'entiers définitifs spécifiques pour le territoire occupé, comme les Français le firent en 1949 pour les trois Länder inclus dans leur zone d'occupation en Allemagne.

#### Entiers d'occupation émis en France
La France a été occupée à trois reprises par l'Allemagne. Et c'est en deux de ces circonstances que furent émis sur son sol des entiers-postaux d'occupation.

##### Entiers d'occupation de la Première Guerre mondiale
En 1915, des entiers au type « Germania » furent surchargés en centimes et francs, en lettres gothiques, pour la zone des Étapes située immédiatement à l'arrière du front, en France et en Belgique.  
Certains de ces entiers, avec la mention « Zivilarbeiterpostkarte » furent émis spécialement, de 1916 à 1918, pour les travailleurs civils recrutés parmi les populations occupées. Ces travailleurs n'avaient rien de civils puisqu'ils étaient regroupés en bataillons. Mais le mot « civils » n'en justifia pas moins leur privation de la franchise militaire, et ils durent payer 10 c pour l'envoi de chaque carte. Par ailleurs le choix de l'entier comme support de leur correspondance avait l'avantage d'interdire l'envoi de toute information secrète au verso des timbres, comme cela eût pu être le cas si les Z.A. avaient eu la faculté d'utiliser les timbres mobiles d'Étapes.
Par exception, comme une partie des zones occupées de Givet et de Maubeuge, situées à l'arrière de la zone des Étapes, avait été rattachée au Gouvernement général de Bruxelles, les entiers d'occupation qui y furent émis furent ceux d'occupation de la Belgique, avec le mot « Belgien » au-dessus de la valeur en centimes. Seules alors leurs oblitérations font la preuve de leur emploi en France.

##### Entiers d'occupation de la Seconde Guerre mondiale
En juillet 1940, la poste fut rouverte dans la région de Dunkerque-Coudekerque. Les entiers postaux français disponibles reçurent alors, comme les timbres mobiles, la surcharge au cachet à main : « Besetztes Gebiet/ NordFrankreich » (2 types). 
En août 1940, la poste rouverte en Alsace et Moselle sous l'autorité allemande fut dotée non seulement des timbres mobiles d'occupation bien connus d'Hindenburg, mais aussi d'entiers allemands au même type, surchargés eux aussi, en caractères gothiques, les uns « Elsass » et les autres « Lothringen ». Ces entiers servirent jusqu’à leur remplacement en 1941 par des entiers d'Hitler sans surcharge.
Enfin, en France, à la Libération, lorsque les timbres mobiles de Pétain furent surchargés, en maintes régions, de la Croix de Lorraine ou des lettres « R.F. », certaines cartes timbrées à l'effigie du Maréchal subirent le même sort. Les surcharges de Blois et d'Orléans sont les plus connues.

## Entiers postaux privés
Divers entiers postaux privés ont vu le jour dans le monde, dans la mesure où leurs émissions n'étaient pas incompatibles avec le monopole postal : 
- Ainsi en fut-il des entiers de certaines postes locales, comme :
  - Ceux des postes locales allemandes, notamment dans certaines villes d'Alsace-Lorraine, (Strasbourg, Mulhouse et Metz)
  - Ceux des postes locales chinoises, etc.
- Prennent place également, parmi les entiers-postaux privés, les entiers-postaux de grève, émis en France, au cours de deux grèves postales, par les transporteurs privés qui ont assuré des liaisons internationales. Il en a été ainsi :
  - lors de la grève postale anglaise de 1971, pour la liaison entre Jersey, bloqué par la grève britannique, et la France (Office Lainé : 1 aérogramme) ;
  - lors de la grève postale française de 1974, pour la liaison de Paris avec l'étranger, via Jersey ou Bruxelles (Courrier familial Lester: 1 aérogramme et 1 « Reçu pour envoi encombrant »).

Quelques essais de ces entiers de grève sont aussi parvenus jusqu’à nous. 

## Entiers de colis postaux
En France, à la différence des pays voisins, le service des colis n'était pas assuré par la poste, sauf dans le cas de l'Alsace-Lorraine et des colonies, mais concédé, suivant le cas, à des Compagnies de Chemins de Fer ou de Navigation. C'était donc à ces compagnies qu'il appartenait normalement d'établir les Bulletins d'expédition de colis postaux. 
Ces bulletins étaient de deux sortes :
- ceux d'Alsace-Lorraine et ceux des colonies et protectorats autres que l'Algérie, qui n'avaient aucune valeur fiduciaire, et sur lesquels l'affranchissement s'effectuait par l'application de timbres-poste et fiscaux ;
- ceux de métropole et ceux d'Algérie qui, à l'exception des bulletins de nos départements de l'Est, ont inclus, de 1881 à 1946, la valeur de base du transport ainsi qu'un droit fiscal mentionnés sur chaque document, en fonction du  poids (au-dessus ou au-dessous de 5 kg) et de la destination.

Éventuellement, il pouvait s'y ajouter, en cas de demande de services supplémentaires (tels qu'apport à la gare, valeur déclarée ou livraison par exprès, etc.) ou de majoration des tarifs de base, et dans ces cas seulement, des timbres de Colis postaux spécialisés, destinés à constater le paiement de ces services de complément.
Les bulletins d'expédition des colis postaux représentent donc un chapitre très important de l'histoire des entiers postaux de France. Ils ont pourtant souvent été méconnus par les catalogues qui n'ont pas réédité cette rubrique, depuis le catalogue Yvert de 1934. Cela tient sans doute à la difficulté de les collectionner neufs, compte tenu de leurs fortes valeurs faciales ou oblitérés puisque les exemplaires oblitérés devaient rester entre les mains de l'administration en attendant d'être détruits.
De tels bulletins d'expédition peuvent donc être associés à une collection d'entiers-postaux, aussi bien qu'être collectionnés séparément.

## Cartes de franchise militaire
Des cartes, cartes-lettres ou enveloppes de franchise militaire ont été émises lors de certains conflits, pour l'usage des combattants. 
Il en a été ainsi lors de certaines expéditions coloniales, où des cartes et cartes-lettres privées ont été créées pour les soldats et marins français en opération. Ces premiers entiers militaires ont été émis initialement pour Madagascar et utilisés sur place. Mais, ils ont par la suite été surchargés sommairement pour le corps expéditionnaire du Tonkin, et sont ainsi beaucoup plus rares. C'est pourquoi pour ces derniers plis, il est bon que leur surcharges soient confirmées par des cachets des corps expéditionnaires.
D'autres cartes de franchise, les unes officielles, les autres privées, ont été émises pendant la guerre de 1914, puis pendant la Seconde Guerre mondiale et, dans une moindre mesure, pendant la guerre d'Algérie. 
Ces documents sont très collectionnés, compte tenu de leur puissance d'évocation historique. Cependant depuis toujours, les dirigeants de l'A.C.E.P.[Quoi ?] ne les considèrent pas comme de vrais entiers-postaux, car ces cartes et cartes-lettres de franchise militaire n'ont pas de valeur fiduciaire. Il n'empêche, que, par delà ce débat terminologique, un certain nombre des collectionneurs d'entiers postaux adjoignent ces documents en franchise à leurs collections.
Une partie de ces cartes en franchise militaire est présentée sur le site : https://cpfm1418.eu